# Olympische Sommerspiele 1908/Schwimmen – 400 m Freistil (Männer)
Der Schwimmwettkampf über 400 Meter Freistil der Männer bei den Olympischen Spielen 1908 in London wurde vom 13. bis 16. Juli 1908 ausgetragen. Es war das erste Mal in der olympischen Geschichte, dass in einem Schwimmbecken geschwommen wurde, zuvor fanden die Wettkämpfe immer in offenen Gewässern statt. Das Schwimmbecken wurde im Inneren des White City Stadiums errichtet. Olympiasieger wurde der Brite Henry Taylor mit einer neuen Weltrekordzeit von 5:36,8 Minuten. Silber gewann Frank Beaurepaire aus Australasien und Bronze der Österreicher Otto Scheff.

## Rekorde
Vor Beginn der Olympischen Spiele waren folgende Rekorde gültig.
| Weltrekord         | unbekannt       | unbekannt       | unbekannt       | unbekannt       |
| Olympischer Rekord | nie ausgetragen | nie ausgetragen | nie ausgetragen | nie ausgetragen |

Folgende neue Rekorde wurden aufgestellt:
| Weltrekord         | 5:36,8 min | Henry Taylor | Finale |
| Olympischer Rekord | 5:36,8 min | Henry Taylor | Finale |

## Ergebnisse

### Vorläufe
Der schnellste Athlet eines jeden Laufs sowie der zeitschnellste Zweite aller Läufe qualifizierte sich für das Halbfinale.
Lauf 1
| Rang | Athlet              | Nation             | Zeit       | Anm. |
| ---- | ------------------- | ------------------ | ---------- | ---- |
| 1    | Sydney Battersby    | Großbritannien     | 5:48,8 min |      |
| 2    | Béla von Las-Torres | Ungarn             | 5:52,2 min |      |
| 3    | Leo Goodwin         | Vereinigte Staaten | unbekannt  |      |
| 4    | Vilhelm Andersson   | Schweden           | unbekannt  |      |
|      | Henri Decoin        | Frankreich         | DNF        |      |

Lauf 2
| Rang | Athlet           | Nation         | Zeit       | Anm. |
| ---- | ---------------- | -------------- | ---------- | ---- |
| 1    | William Foster   | Großbritannien | 5:54,8 min |      |
| 2    | Robert Andersson | Schweden       | 6:28,0 min |      |

Lauf 3
| Rang | Athlet              | Nation       | Zeit       | Anm. |
| ---- | ------------------- | ------------ | ---------- | ---- |
| 1    | Theodore Tartakover | Australasien | 6:35,0 min |      |

Lauf 4
| Rang | Athlet            | Nation             | Zeit       | Anm. |
| ---- | ----------------- | ------------------ | ---------- | ---- |
| 1    | Frank Beaurepaire | Australasien       | 5:49,2 min |      |
| 2    | Sam Blatherwick   | Großbritannien     | 6:16,8 min |      |
| 3    | Conrad Trubenbach | Vereinigte Staaten | unbekannt  |      |
|      | Davide Baiardo    | Italien            | DNF        |      |

Lauf 5
| Rang | Athlet          | Nation         | Zeit       | Anm. |
| ---- | --------------- | -------------- | ---------- | ---- |
| 1    | Paul Radmilovic | Großbritannien | 6:10,0 min |      |
| 2    | Aage Holm       | Dänemark       | 8:08,8 min |      |

Lauf 6
| Rang | Athlet            | Nation         | Zeit       | Anm. |
| ---- | ----------------- | -------------- | ---------- | ---- |
| 1    | Henry Taylor      | Großbritannien | 5:42,2 min |      |
| 2    | Frank Springfield | Australasien   | 5:57,4 min |      |
| 3    | Mario Massa       | Italien        | unbekannt  |      |

Lauf 7
| Rang | Athlet            | Nation         | Zeit       | Anm. |
| ---- | ----------------- | -------------- | ---------- | ---- |
| 1    | Otto Scheff       | Österreich     | 5:51,0 min |      |
| 2    | William Haynes    | Großbritannien | 6:21,2 min |      |
| 3    | József Ónody      | Ungarn         | unbekannt  |      |
| 4–5  | Friedrich Meuring | Niederlande    | unbekannt  |      |
| 4–5  | Hjalmar Saxtorph  | Dänemark       | unbekannt  |      |

Lauf 8
| Rang | Athlet      | Nation | Zeit       | Anm. |
| ---- | ----------- | ------ | ---------- | ---- |
| 1    | Imre Zachár | Ungarn | 6:09,8 min |      |

Lauf 9
| Rang | Athlet          | Nation         | Zeit       | Anm. |
| ---- | --------------- | -------------- | ---------- | ---- |
| 1    | Henrik Hajós    | Ungarn         | 6:19,8 min |      |
| 2    | Archibald Sharp | Großbritannien | 7:00,4 min |      |

### Halbfinale
Die ersten zwei Athleten eines jeden Laufs qualifizierten sich für das Finale.
Halbfinale 1
| Rang | Athlet              | Nation         | Zeit       | Anm. |
| ---- | ------------------- | -------------- | ---------- | ---- |
| 1    | Otto Scheff         | Österreich     | 5:40,6 min |      |
| 2    | Henry Taylor        | Großbritannien | 5:41,0 min |      |
| 3    | Sydney Battersby    | Großbritannien | unbekannt  |      |
| 4    | Béla von Las-Torres | Ungarn         | unbekannt  |      |
| 5    | Henrik Hajós        | Ungarn         | unbekannt  |      |

Halbfinale 2
| Rang | Athlet              | Nation         | Zeit       | Anm. |
| ---- | ------------------- | -------------- | ---------- | ---- |
| 1    | Frank Beaurepaire   | Australasien   | 5:44,0 min |      |
| 2    | William Foster      | Großbritannien | 5:52,2 min |      |
| 3    | Paul Radmilovic     | Großbritannien | unbekannt  |      |
|      | Imre Zachár         | Ungarn         | DNF        |      |
|      | Theodore Tartakover | Australasien   | DNS        |      |

### Finale
| Rang | Athlet            | Nation         | Zeit       | Anm. |
| ---- | ----------------- | -------------- | ---------- | ---- |
| 1    | Henry Taylor      | Großbritannien | 5:36,8 min | WR   |
| 2    | Frank Beaurepaire | Australasien   | 5:44,2 min |      |
| 3    | Otto Scheff       | Österreich     | 5:46,0 min |      |
| 4    | William Foster    | Großbritannien | unbekannt  |      |